# 散步
散步指無特殊目的緩慢的四處行走。

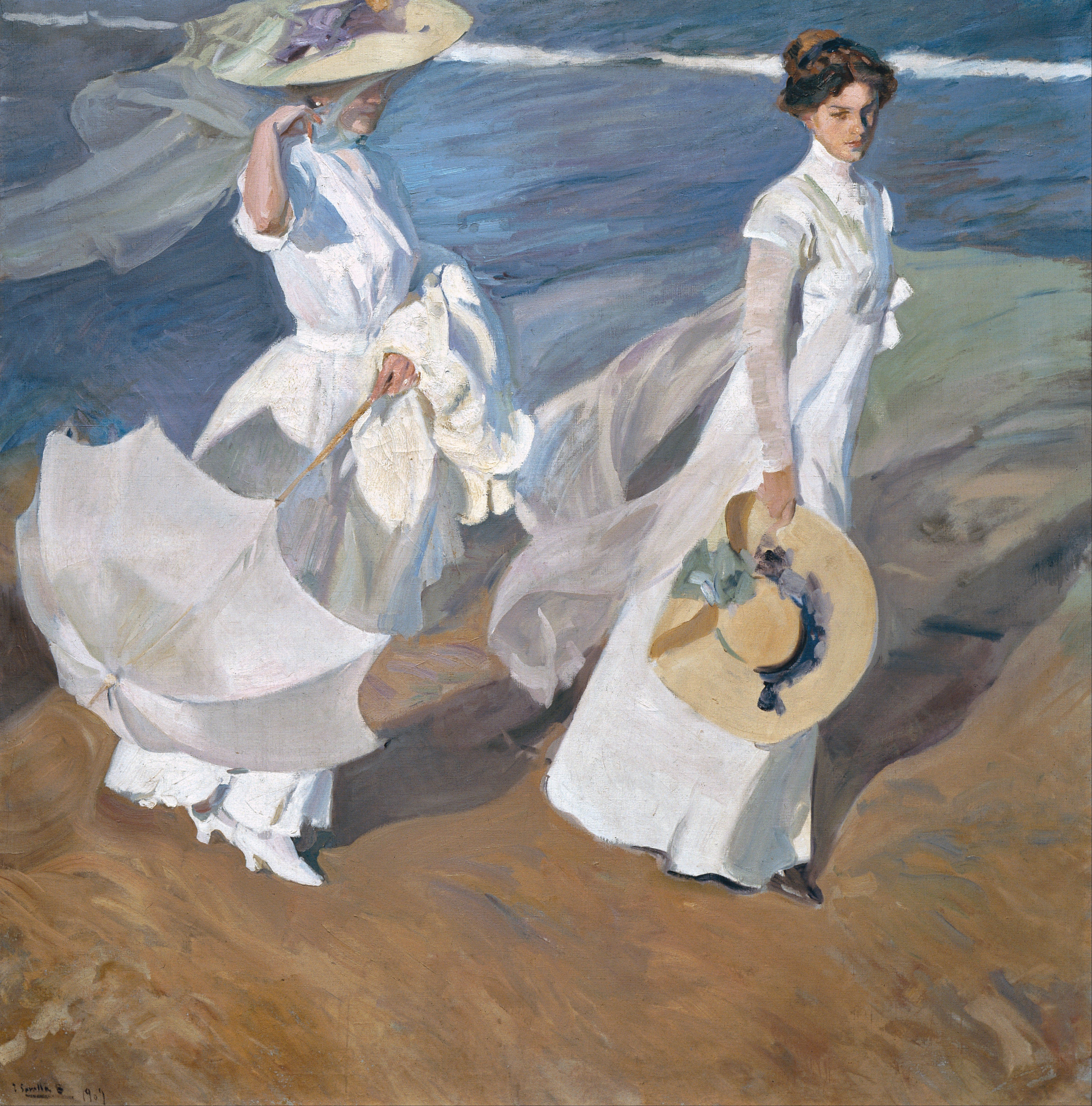
《海边散步》，画家为西班牙艺术家华金·索罗拉亚·巴斯蒂达

詞源自魏晋南北朝时期名士服用五石散后的药物反应，此藥也稱行散，服後身體燥熱，需要吃冷食及步行來發散藥性，也稱行散，藥方收錄在宋代《金匱要略》。元慎的詩「行藥步牆陰」，就是描述吃了行散在牆陰處散步。

## 健身效果
美国杨百翰大学研究选取了18名体重正常女性和17名肥胖女性，让她们每天早上进行45分钟的散步，通过脑电图测量她们大脑的神经反应，發現兩組人大脑对食物图片的注意力都下降，有利于减肥。

## 預防失智
科學家發現每天散步可以降低40％的失智症罹患率。